# Église de Santiago à Lisbonne
L'église de Santiago, également connue sous le nom d'église de São Tiago e São Martinho, est située à Lisbonne, dans le quartier de Santa Maria Maior, dans l'ancienne freguesia de Santiago,.
Cette église paroissiale se trouve entre le château São Jorge et le Miradouro de Santa Luzia. Elle est classée immeuble d'intérêt public depuis 1996.

## Historique
La plus ancienne référence connue à l'église de Santiago date de 1160. Elle apparaît mentionnée pour la première fois dans un codex daté de 1247 (ère chrétienne 1209) sous le nom d'Ecclesiæ Sanctus Jacobus de Ulixbona. Entre 1211 et 1274, elle est référencée dans le document Inquirições qui mentionne les biens patrimoniaux royaux, les églises, les monastères et les ordres militaires. La paroisse de Santiago ne fut ajoutée à l'Église qu'en 1299, lorsqu'elle fut définie comme Colacione Santi Iacobi. Selon des documents de 1405, c'était l'église du Padroado Régio.
D'après les archives de l'état civil, les enfants de Gil Vicente furent baptisés dans cette église à la fin du XVe siècle.
Bien qu'il n'y ait aucune documentation pour le prouver, certains affirment qu'en 1479, Christophe Colomb a épousé ici Filipa Moniz Perestrelo.
Le tremblement de terre de 1755 l’a durement frappée, l'endommageant sérieusement.

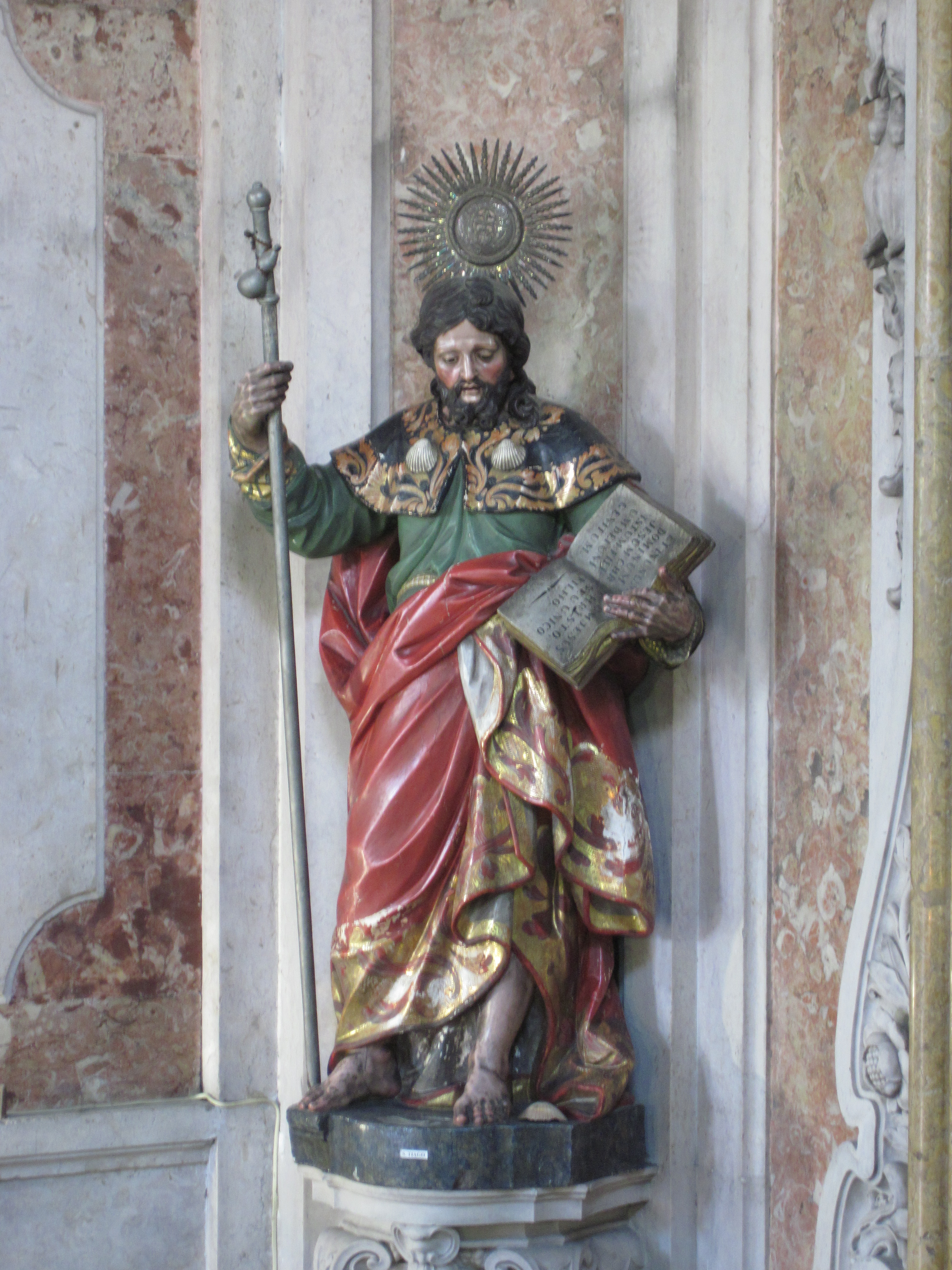
Image de Saint-Jacques